# Historieta romántica

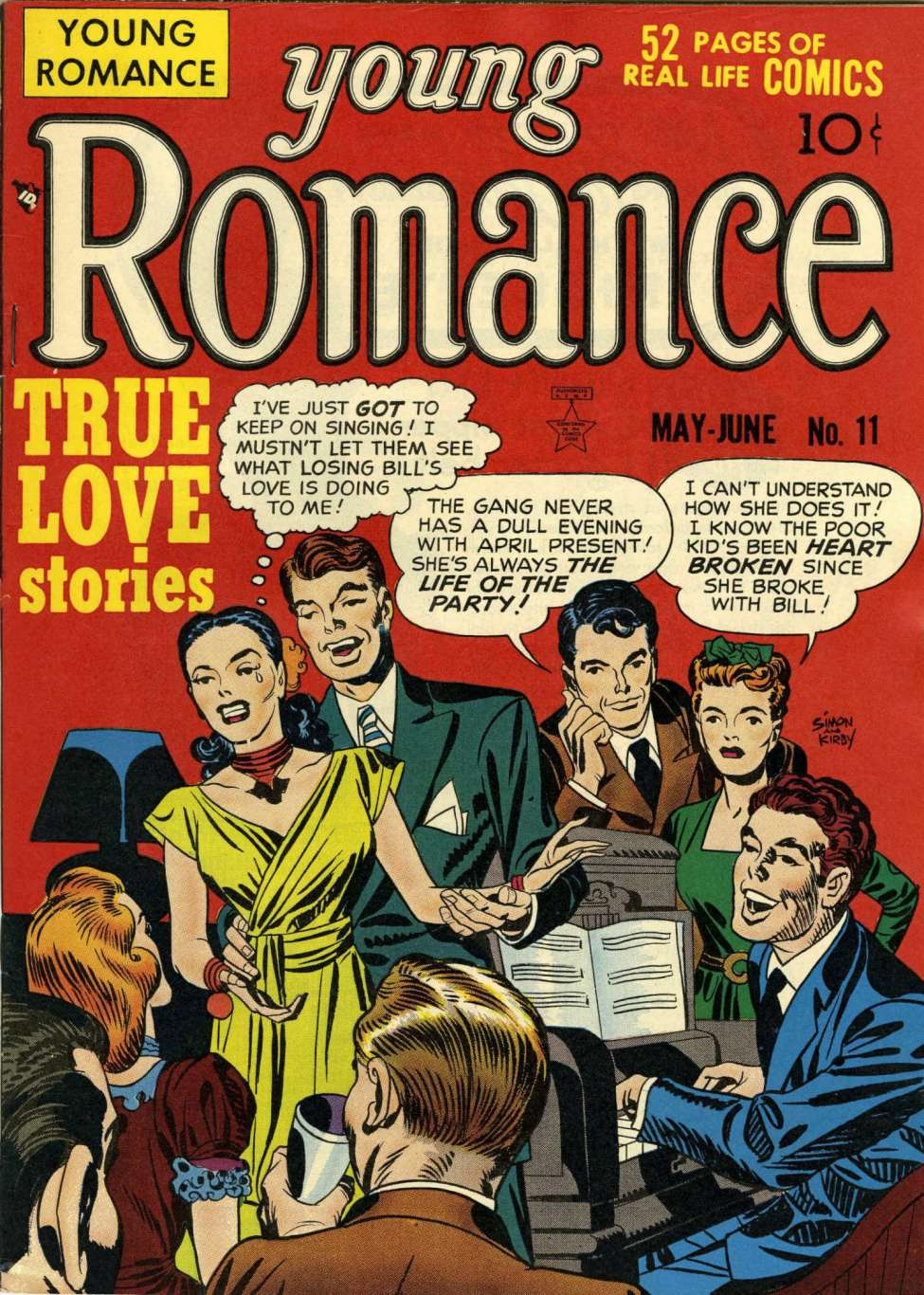
Portada de Young Romance n.º 11 de 1949.

La historieta o cómic romántico o sentimental constituye uno de los géneros en los que puede dividirse la producción historietística. Ha estado generalmente dirigida a un público femenino, siendo tradicionalmente uno de los pocos que ha sido cultivado por mujeres.

## Características

### Temáticas
- El tema principal es la relación y el amor romántico que surge y se desarrolla entre dos seres humanos. Aunque pueden existir otras subtramas, estas deben girar en torno a los conflictos, desavenencias, aventuras y desventuras referentes al enamoramiento, la amistad y el amor.
- Se basan en la noción maniquea de que existe una justicia emocional innata, de tal forma que la gente buena acaba siendo recompensada y la malvada es castigada. En una historieta romántica, los amantes que se arriesgan a luchar por su amor y su relación acaban siendo recompensados con justicia emocional y amor incondicional. Si no fuera así, nos hallaríamos ante una historieta más bien costumbrista. Carlos Giménez establece, por ejemplo, una diferencia entre "contar una historia de amor de verdad o contar una historia de tres páginas en la que tiene que haber un beso al principio, otro al final, final feliz, dos protagonistas masculinos y uno femenino".[2]
- El final de la historia debe ser, por lo tanto, positivo, sugiriendo al lector que el amor entre los protagonistas y su relación perdurará por el resto de sus vidas, aunque esta vida de pareja no llegue a representarse. Las historietas románticas finalizan de tal manera que el lector se siente bien.
- Es habitual que presenten gran riqueza de vestuarios y alguna referencia a países exóticos.

### Formales
- Generalmente, han sido resueltas con un "dibujo suave, grato, en el que las chicas son frágiles y delicadas y los chicos casi siempre muy guapos y algo blandos."[1]
- En la historieta japonesa (manga) y la influida por ella, son frecuentes los destellos en unos ojos sobredimensionados, las visiones de flores, y las figuras estilizadas.

## Historia
Tras la Segunda Guerra Mundial, hubo un gran auge de este género en Estados Unidos (Young Romance, desde 1947) y Gran Bretaña (revistas de la Fleetway como Valentine, Mirabelle, Roxy o Marilyn). La más destacada de todas estas obras fue, sin embargo, una tira de prensa: Julieta Jones (en inglés, The Heart of Juliet Jones) (1953) de Stan Drake, quien ganó durante varios años sucesivos el Premio a la mejor obra otorgado por la National Cartoonist Society.
En España, mientras tanto, se había desarrollado el denominado tebeo de hadas en revistas como Mis chicas (1941), Florita (1949) o el cuaderno Azucena (1946-71). Pronto, las revistas británicas estarían también dibujadas mayormente por españoles. Autores como Carlos Freixas, Pepe González, Jorge Longarón, Luis García Mozos, Marika, García Pizarro, Enrique Badía Romero o Carles Prunés se especializaron en este género hasta mediados de los 70, aunque sin valorarlo mucho. Así, Marika, quien en 2010, afirmaba:

Se llamaba romántico al cómic de las chicas, pero lo que es auténticamente romántico es el cómic de los chicos, en el que está el hombre frente al mundo, la defensa de la idea... El cómic de las chicas es una formación prosaica, y además de reglas y normas, para conquistar a un señor. Es muy pragmático, es: cómo te lo has de montar para vivir a través de otros, para cazar a aquel que va a desarrollar tu imaginario, no tú. Y eso no es nada romántico.

En la propia España, surgirán con el tiempo revistas más modernas para adolescentes que incluyen fotonovelas y reportajes sobre las estrellas del cine y la música popular del momento. Son Rosas Blancas y Sissi en 1958, Claro de Luna y Tu Romance en 1959 o Selección Romántica en 1961, en las que se destacaron autores como María Pascual, Gómez Esteban o Carmen Barbará.
En Japón, se conoce como grupo del 24 a una serie de historietistas que en los 70 renovaron el manga dirigido a las féminas, con nuevos temas y estilos. Riyoko Ikeda ambientó su relato en la Francia del siglo XVIII (La Rosa de Versalles, 1972) mientras que Mōto Hagio narró relaciones homosexuales entre muchachos, conocidas como shōnen-ai. Otra autora destacable de la misma tendencia es Keiko Takemiya, famosa por su "Poema del viento y de los árboles", publicado entre 1976 y 1984. Candy Candy (1975-79) de Kyōko Mizuki/Yumiko Igarashi es más tradicional y relata las peripecias sentimentales de una pobre huerfanita. Esta renovación no se dará en Occidente, donde las producciones autóctonas de este género se convierten en reliquias del pasado, citándose entre las últimas a Pecosa (España, 1986-1988).